# Juliusz Mutermilch

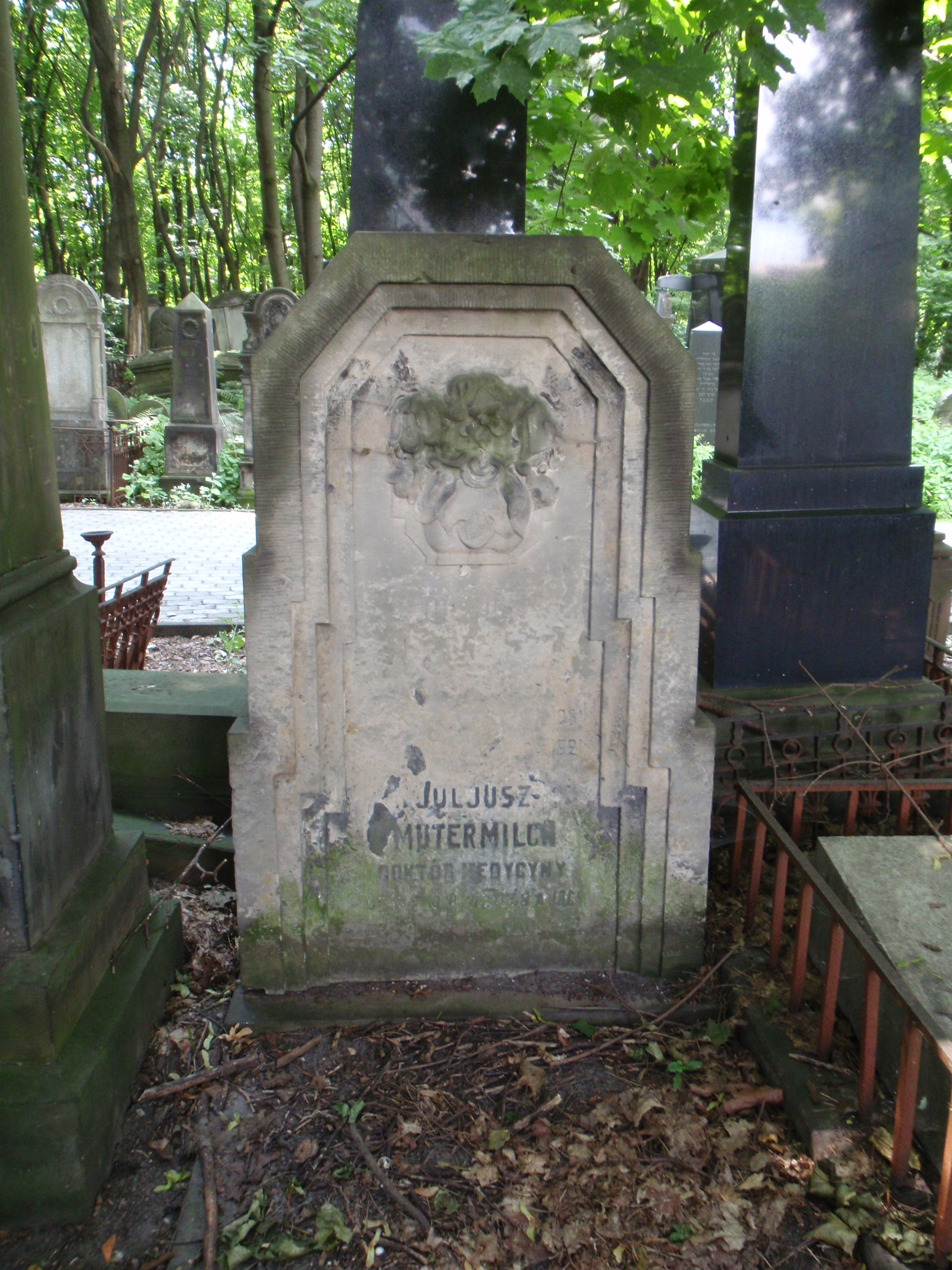
Grób Juliusza Mutermilcha na cmentarzu żydowskim w Warszawie

Juliusz Mutermilch (ur. 8 września 1861 w Warszawie, zm. 26 listopada 1921 w Warszawie) – polski lekarz okulista, praktykował w Warszawie. Ordynator oddziału okulistycznego Szpitala na Czystem w Warszawie. 

## Życiorys
Dzieciństwo i młodość spędził w Kiszyniowie i Kamieńcu Podolskim, tam rozpoczął naukę w gimnazjum. Następnie przeniósł się do Warszawy i ukończył tamtejsze VI Gimnazjum w 1879 roku. Studiował na Cesarskim Uniwersytecie Warszawskim, w 1886 roku otrzymał dyplom lekarza. Jeszcze jako student pracował w Szpitalu Starozakonnych, na oddziałach Wiktora Grossterna i Zygmunta Kramsztyka. Od 1887 roku podjął pracę na oddziale okulistycznym u Kramsztyka, zajmował się także pracą naukową w przyklinicznym laboratorium prowadzonym przez Antoniego Elzenberga. W 1889 roku wyjechał na kilkumiesięczne studia do Paryża. W 1900 roku został ordynatorem oddziału ocznego Szpitala Starozakonnych.
Działał w ruchu syjonistycznym, należał razem z Samuelem Goldflamem i Leonem Beresonem do tzw. obozu neoasymilatorów. Pochowany jest na cmentarzu żydowskim przy ulicy Okopowej w Warszawie (kwatera 71). 

## Wybrane prace
- Etiologia jaglicy. Medycyna i Kronika Lekarska (1910)
- O ile gruźlica jest zaraźliwą? Krytyka Lekarska (1901)
- O potrzebie reformy wykształcenia lekarskiego. Medycyna (1903)
- O wzajemnem wykluczaniu się pewnych postaci chorobowych. Krytyka Lekarska (1901)
- Odczyt profesora R. Kocha o zwalczaniu gruźlicy w oświetleniu krytycznem. Krytyka Lekarska (1901)
- Pokaz hodowli prątka odmieńca (proteus vulgaris) i odczynu aglutynacyjnego Weil-Felixa. Pamiętnik Kliniczny Szpitala Dzieciątka Jezus (1918)
- Stanowisko gruźlicy w rodzinie chorób zakaźnych. Krytyka Lekarska (1901)
- Stanowisko jaglicy w rzędzie przewlekłych spraw chorobowych. Medycyna i Kronika Lekarska (1910)